# Shibertuy
Shibertuy (en ruso: Шибертуй) es un localidad rural —una ulus— en Distrito Bichursky, República de Buriatia, Rusia. La población era de 1167 habitantes en 2010. Tiene 15 calles.